# Dryopteris kilemensis
Dryopteris kilemensis là một loài dương xỉ trong họ Dryopteridaceae. Loài này được Kuhn Kuntze mô tả khoa học đầu tiên năm 1891.